# Réunion des musées métropolitains Rouen Normandie
La Réunion des Musées Métropolitains Rouen Normandie (RMM) est un pôle muséal géré par la métropole Rouen Normandie.

## Un projet de la métropole
C'est au 1er janvier 2016 que les musées gérés par la métropole sont unis pour créer un pôle muséal. Cette union a pour but une mise en valeur et une complémentarité des collections des musées. Les réserves seront réunies et seront visitables.
En octobre 2018, la Réunion des Musées Métropolitains annonce qu'elle s'engage pour l'égalité femmes-hommes dans les pratiques muséales en créant une charte spécifique.

## Liste des musées
- Musée des Beaux-Arts, Rouen
- Musée de la Céramique, Rouen
- Musée Le Secq des Tournelles, Rouen
- Muséum de Rouen, Rouen
- Musée des Antiquités, Rouen
- Musée Pierre-Corneille, Petit-Couronne
- Musée industriel de la corderie Vallois, Notre-Dame-de-Bondeville
- Fabrique des Savoirs, Elbeuf
- Musée Flaubert et d'histoire de la médecine, Rouen
- Maison natale de Pierre Corneille, Rouen
- Pavillon Flaubert, Croisset, Canteleu